# Тэджон Хана Ситизен
«Тэджон Хана Ситизен» — южнокорейский футбольный клуб из города Тэджон. Образован в 1997 году как «Тэджон Ситизен». Домашние матчи проводит на арене «Тэджон Уорлд Кап Стадиум», вмещающей 40 535 зрителей. В настоящий момент выступает в Кей-лиге 1, высшем футбольном турнире Южной Кореи. Главным достижением команды является победа в Кубке Южной Кореи в 2001 году. В Кей-лиге клуб не поднимался выше 6-го места.
В конце 2019 года финансовая компания Hana Financial Group приобрела операционные права на клуб и переименовала его в «Тэджон Хана Ситизен».

## Достижения
- Кубок Республики Корея:
  - Обладатель (1): 2001.
- Суперкубок Республики Корея:
  - Финалист (1): 2002.

## Тренеры
- Ли Тхэ Хо (2001—2002)
- Ким Хо (2007—2009)
- Ю Сан Чхоль (2011—2012)
- Майкл Ким (2015, и. о.)
- Чхве Мун Сик (2015—2016)
- Хван Сон Хон (2020)
- Кан Чхоль (2020, и. о.)
- Ли Мин Сон (2020—2024)
- Юнг Кван-сок (2024, и. о.)
- Хван Сон Хон (2024 — н. в.)